# Terminator Genisys: Future War
Terminator Genisys: Future War est un jeu vidéo mobile de stratégie en temps réel massivement multijoueur créé par Plarium en coopération avec Skydance Media. Les événements du jeu se déroulent dans l'univers post-apocalyptique du film Terminator Genisys. Le jeu est annoncé le 28 juin 2016, puis il est sorti le 18 mai 2017 sur l'App Store et Google Play.

## Trame
Terminator Genisys: Future War se déroule directement après les événements du film Terminator Genisys.

## Système de jeu
Terminator Genisys: Future War est un jeu dans lequel les joueurs construisent des bâtiments, améliorent leur base, entraînent leurs troupes, améliorent leur Leader, et créent et développent des Clans. De nombreux  types d'unités uniques sont à disposition du joueur (vingt quatre pour chaque faction), lesquels sont divisés en six classes : infanterie, cavalerie, aviation, drones espions, assaut et siège.
L'objectif stratégique des joueurs d'un Clan est de s'emparer de la Machine Temporelle, un lieu unique au centre de chaque Dimension. Les processus de jeu sont initiés en utilisant les ressources suivantes : Énergie, Iridium, Matériaux, Munitions, Carburant, et les Points de Technologie qui sont la monnaie spéciale du jeu. Ces Points de Technologie peuvent aussi être utilisés pour accélérer un processus actif. Pour obtenir des ressources, les joueurs doivent construire des bâtiments spéciaux ou envoyer leurs unités sur des sites de ressources. À mesure que la partie avance, le coût et la durée des processus augmentent en conséquence.
Le jeu propose deux options aux joueurs : ils peuvent diriger la Résistance, localiser les survivants de l'humanité et reconstruire une armée d'alliés pour empêcher les machines de réactiver Skynet, ou ils peuvent rejoindre les forces mécanisées de Skynet et combattre l'humanité.
Dans le jeu, les joueurs peuvent choisir Arnold Schwarzenegger, le robot T-800, comme Leader de leur armée. Il guide également les joueurs dans le tutoriel.

## Développement
Terminator Genisys: Future War est codéveloppé par le studio israélien Plarium, dont sa ludothèque se concentre sur la conception de jeu de stratégie sur mobile, navigateur web et PC, ainsi que Skydance Media.